# Communauté de communes du Pays de Sainte-Odile
Die Communauté de communes du Pays de Sainte-Odile ist ein französischer Gemeindeverband mit der Rechtsform einer Communauté de communes im Département Bas-Rhin in der Region Grand Est. Sie wurde am 16. Dezember 1998 gegründet und besteht aus sechs Gemeinden. Der Verwaltungssitz befindet sich im Ort Obernai.

## Mitgliedsgemeinden
| Gemeinde                                       | Einwohner 1. Januar 2022 | Fläche km² | Dichte Einw./km² | Code INSEE | Postleitzahl |
| ---------------------------------------------- | ------------------------ | ---------- | ---------------- | ---------- | ------------ |
| Bernardswiller                                 | 1.459                    | 5,53       | 264              | 67031      | 67210        |
| Innenheim                                      | 1.221                    | 6,24       | 196              | 67223      | 67880        |
| Krautergersheim                                | 1.745                    | 6,37       | 274              | 67248      | 67880        |
| Meistratzheim                                  | 1.503                    | 12,82      | 117              | 67286      | 67210        |
| Niedernai                                      | 1.253                    | 11,33      | 111              | 67329      | 67210        |
| Obernai                                        | 12.216                   | 25,74      | 475              | 67348      | 67210        |
| Communauté de communes du Pays de Sainte-Odile | 19.552                   | 68,03      | 287              | –          | –            |